# Nathaniel Curtis
Nathaniel Curtis, född 1801, död 1863, var en amerikansk nykterhetsman.
Curtis blev chef för godtemplarordens första storloge 1852. Curtis offrade sina krafter åt godtemplarordens utveckling och utbredning under dess tidigaste år och har betecknats som ordens förste egentliga organisatör. Han var dock inte ordens stiftare.